# Hurricane (píseň)
Hurricane je protestsong, který napsali Bob Dylan a Jacques Levy. Popisuje projevy rasismu proti černošskému boxerovi Rubinovi Carterovi., kterého Dylan opěvuje jako křivě odsouzeného.